# Либерализам
Либерализам је идеологија која сматра заштиту личних слобода основном сврхом постојања државе. Либерали по правилу стоје на страни права на одступање од установљених норми и ауторитета по политичким или религиозним питањима, и у том смислу напротив конзервативизма. Пошто је право појединаца да сами обликују своје друштво такође међу основним поставкама либерализма, либерали су такође готово увек супротстављени тоталитарним, и често колективистичким идеологијама (фашизму, комунизму).
Реч „либерал“ потиче од латинске речи liber („слободан“) и либерали свих школа себе виде као заштитнике слободе, посебно слободе од традиционалних ограничења. Почеци либерализма, у ери просветитељства, поставили су ову филозофију у јасној супротности феудализму и меркантилизму. Када су се касније током Француске револуције и деветнаестог века у тој опозицији профилисале и далеко радикалније филозофије, либерализам се поставио као једнако противан идеологијама социјализма и комунизма, мада „левије“ либералне школе мишљења подржавају неке од социјалдемократских циљева и метода.
Конзистентну класификацију либерализма отежава тенденција доминантних струја у области да себе описују као либералне и ту идентификацију оспоравају заступницима мањинских позиција. Реч „либерал“ не само да означава било коју у широком спектру различитих политичких позиција у разним земљама, већ у разним језицима носи и сасвим различите конотације, те може бити како висок комплимент, тако и увредљива етикета.

## Развој либерализма

### Корени либерализма
Либерали кажу да њихове идеје сежу још од хуманизма, ренесансе и револуције 1688. у Великој Британији. Међутим, прве покрете широко прихваћене као „истински либералне“ налазимо у просветитељству, посебно виговце у Енглеској, филозофе у Француској (Жан-Жак Русо, Волтер, Дидеро, Монтескје), и покрет за независност у америчким колонијама. Ови покрети били су супротстављени апсолутној монархији, меркантилизму, и разним облицима религијског правоверја и клерикализма; и по први пут установили концепте права појединаца и владавине права, те важност управљања државом преко изабраних представника.
„Слобода“ као суштинско право грађана, конституената политичких ентитета, истицана је наново и наново кроз историју: у средњем веку, италијански градови-државе устали су под фирмом слободе против папских земаља, а век и по касније Николо Макијавели је очување слобода окарактерисао основним обележјем републиканског уређења. Републике у Фиренци и Венецији имале су изборе, владавину права, и слободно предузетништво током највећег дела петнаестог века, до пада под доминацију спољних сила у наредном веку.
Либерализам као свесна идеологија–да, дакле, слобода није тек додатак, већ фундаментална основа права унутар политичког ентитета, и касније државе–почео је да поприма јаснији облик као одговор апсолутизму, посебно у Уједињеном Краљевству. Дефинитиван разлаз означио је концепт да слободни појединци могу представљати и основу политичке стабилности, радије него бити тек носиоци дозвола до нивоа на којем ту стабилност не угрожавају. Овај концепт први пут налазимо у радовима Џона Лока (1632—1704), чије су Две расправе о влади установиле две фундаменталне либералне идеје: економску слободу, дакле право на поседовање и коришћење имовине, и интелектуалну слободу, укључујући и слободу савести, коју је изнео у Писму о толеранцији (1689). Он, међутим, своје ставове о верским слободама није проширио и на католике.
Лок је даље развио и ранију идеју о природном праву, под којима је он разумевао „живот, слободу и имовину“. Његова „Теорија природних права“ заправо је далека претеча модерног концепта људских права. Ваља напоменути да је за Лока имовина важнија од права на учешће у власти и јавном одлучивању: он није подржавао демократију, из бојазни да би давање моћи народу нашкодило светости приватног власништва. Па ипак, идеја природних права имала је кључну улогу у давању идеолошке подлоге америчкој и француској револуцији, које су несумњиво имале и извесну демократизујућу компоненту.
У исто време, у континенталној Европи, Шарл де Секонда, барон де Монтескје излаже доктрину о законима који би ограничавали чак и власт монарха. У свом делу О духу закона Монтескје резонује да „боље речено, најбоље ће бити прилагођена природи она влада, која се буде најбоље уклопила са нарави и хумором народа за чије је добро и установљена“–радије но гола власт силе. Настављају га политички економиста Жан-Батист Се и Дестит де Траси, међу најватренијим поборницима „хармонија“ тржишта, и, свака је прилика, творци економског термина лесе-фер (фр. laissez-faire, срп. „пусти својим током“, „остави на миру“).
У другој половини 19. века уобличиле су се две школе мишљења, посебно важне за каснију либералну мисао. Корене првој од њих можемо наћи још у „шкотском просветитељству“, укључујући ту мислиоце Дејвида Хјума, Адама Смита, Имануела Канта и Андерса Хиденијуса.
Међу бројним и разноврсним Хјумовим доприносима, вероватно је најважнија његова тврдња да ће основна правила људског понашања надјачати све покушаје њиховог ограничавања или регулисања. Примера ради, Хјум тако обара пројекат меркантилних држава стицања богатства кроз гомилање све више злата и сребра, објашњавајући да су цене у вези са количином новца, те да овај процес напросто може једино генерисати инфлацију.
Шкот Адам Смит (1723—1790) излаже теорију да би појединци могли обликовати како морални систем, тако и економски живот, без управљања за потребе државе, те да ће, штавише, најјаче бити управо оне нације које своје појединце оставе слободнима да спроводе личне иницијативе. Залагао се за укидање феудалних и меркантилних прописа, државно одобрених монопола и патената, и сматра се великим поборником принципа „лесе-фер“–минималног владиног уплитања у рад слободног тржишта. Смит је развио и теорију мотивације којом је покушао да помири људску себичност са нерегулисаним друштвеним поретком (теорија моралних осећања, 1759). Његово најважније дело, Богатство народа (1776), нуди објашњење како би се слободно, неуређено тржиште природно само регулисало кроз збир појединачних одлука учесника.
Кант, иако Немац, био је под јаким утицајем Хјумовог емпиризма и рационализма. Његови најважнији прилози либералном мишљењу су у области етике, посебно његова тврдња о категоричком императиву. Кант је тврдио да су усвојени системи разума и морала субординирани основним природним и моралним законитостима, и да ће стога напори да се ове потоње ограниче или потисну нужно завршити неуспехом.
Други правац мишљења, чији ће значај касније све више расти, основао је Жан-Жак Русо. Његова тврдња да се човек рађа слободан, али да је већ образовање довољно да га унутар друштва ограничи, потресла је монархије његовог времена. Русоова теза о органској вољи нације, која дакле иде у прилог принципу самоопредељења народа, такође одступајући од династичких политика свог времена, постаће кључни елемент у Декларацији Народне скупштине у Француској револуцији, и схватањима важних личности у Америци, попут Бенџамина Френклина и Томаса Џеферсона.

### Либералне револуције
Сви ови мислиоци су, међутим, радили унутар политичког оквира монархије (чак и ако су неке од њих биле уставне монархије). Идеја да би појединци могли сами обликовати своје окружење кроз деловање добро схваћених основних правила остала је теоретска све до америчке и француске револуције (познате у српском језику под комунистичким називом „буржоаске револуције“). Према томе, иако се револуција 1688. понекад узима за преседан, ове две револуције касног 18. века постале су примери које су пратили каснији револуционарни либерали.
Френклин, Џеферсон и Џон Адамс били су од изузетног значаја када је земљаке Американце требало убедити да се побуне у име Закона Природе и Бога Природе, попут Монтескјеа, и себи обезбеде живот, слободу и тежњу ка срећи, попут Лока. „Амерички експеримент“ стајао је иза демократске владе, личне слободе, и, једнако важно, омогућио економски развој који је најбоље постигнут помоћу ова два механизма. Када је требало писати предлог Савезног Устава САД, конкретне начине на које се идеја конкурентских интереса унутар правног система као потребан и довољан гарант слободе могла уградити у јасно одређене структуре, изнашла су двојица младића Џејмс Медисон и Александар Хамилтон. Они су проширили утицај ове нове идеологије и на амерички систем власти, залажући се за њену стриктну поделу на законодавну, извршну и судску и систем контроле и равнотеже између ових грана, за права савезних држава и дводомно законодавно тело.
У средишту овог новог таласа либерализма био је најчешће идеал „државе-ноћног чувара“, ограничене на задатке спровођења и одбране закона, спречавања злоупотребе власти, ширења тржишта и одбране земље. Чак је и приправна војска била сумњива, уз веровање да би милиција била довољна за одбрану, уз морнарицу коју би одржавала држава за потребе трговине.
Француска револуција, настављајући непосредно збацивање монархије скупа са њеним аристократским друштвеним поретком, била је знатно страснија у свом веровању у егалитаризам (једнакост) и нужност уклањања старог поретка. Кључни тренутак у француској револуцији било је одбацивање уставне монархије и проглас представника трећег сталежа да од тада они чине „Народну скупштину“ и представљају интересе француског народа.
Француска револуција није успела да преброди транзицију од побуне до стабилности како је то Американцима пошло за руком. Уместо коначног републиканског устава, Наполеон Бонапарта постаје прво директор, потом конзул, и напокон цар. На самрти, Наполеон је изјавио „Желели су још једног Вашингтона“ – дакле вођу који би војно успоставио нову државу, али без жеље за својом династијом. Са друге стране, француска револуција је отишла даље од америчке у успостави опште војне обавезе, националног држављанства за све, и далекосежне „Декларације о правима човека“, аналогне америчкој Повељи о правима.

### Идеологија либералних револуција
Са доласком романтизма, либерална гледишта су од предлога за реформу постојећих влада постали захтеви за променама. Америчка и француска револуција додале су „демократију“ на листу вредности за које се либерална мисао залаже, а политички суверенитет засновали на „правима човека“. Ова идеја, да је народ суверен, и способан да сачини и спроводи све неопходне законе, ишла је даље од схватања просветитеља. Наместо простог истицања права појединаца унутар државе, народ је постао држава, а све државне моћи изведене су из „правичне сагласности својих субјеката“.
У овом погледу, мора се нагласити уговорна природа либералних схватања. Једна од основних идеја првог таласа мислилаца либералне традиције била је да појединци склапају договоре и поседују имовину. Ово гледање данас вероватно не изгледа посебно радикално, али у њихово време, већина имовинских закона одређивала је имовину као посед породице или одређеног њеног члана, на пример „главе породице“. Обавезе су биле засноване на личним (заклетва) и феудалним (вазалство) везама лојалности, а не на размени конкретних добара. Временом, либерална традиција је почела да гледа на добровољни пристанак и добровољни договор као на основу легитимне власти и закона. Овај поглед је даље унапредио Русо својим појмом друштвеног уговора.
Између 1774. и 1848. одиграло се неколико таласа револуција, при чему је свака од њих захтевала све јаче првенство права појединаца. И сама реч „либерализам“ је настала у овом периоду. Револуције су почеле да све више вреднују идеју да је национално јединство важан део политичког јединства, те да народом не могу исправно владати они који међу тим народом нису. Ово схватање било је посебно важно у револуцијама којима је окончана контрола Шпаније над највећим делом њених колонија на америчком континенту, и у устврђивању национализма у Европи, који је раздвојио земље од монархија које су њима традиционално управљале. Као део револуционарног програма, важност образовања, вредности више пута истицане све од Еразма, све више заузима улогу средишњу у идеји слободе.

### Достојанство, једнакост, слобода и имовина
Током раног 19. века појавио се и основни идеолошки конфликт унутар либерализма. Две основне либералне идеје су достојанство и једнакост појединаца, и право појединаца на слободу, посебно да поседују и управљају личном (приватном) својином. Ова два принципа нашла су се у сукобу када је постало јасно да се имовинска права неких појединаца не могу помирити са достојанством других. Посебно тежак овде је случај тзв. газдинског ропства, у којем се једна особа (роб) сматрала својином друге. Уопштено гледано, по овом питању, гро либералног мишљења нагињало је важности људског достојанства, коју су либерали почели све више посматрати као основнију од полагања права на имовину. Међутим, потрага за равнотежом између ове две основне вредности ипак објашњава низ конфликата унутар либералне мисли.
У касном 19. веку проширени су образовање и гласачка права, а у привреди је остварен велики напредак путем индустријализације. Трговина је знатно проширена, и са њом могућности за напредак и богаћење, а дошло је и до наглог раста у ширењу културе и писмености. Истовремено, све ове промене произвеле су и огромне неједнакости у богатству и људске патње попут масовне глади, дечјег рада, загађених градова, и тешког сиромаштва за већину становништва. Сукоб између својине и достојанства избио је у први план: једна струја либералних мислилаца захтевала је законе против дечјег рада, и прописивање минималних стандарда рада и плата, док је лесе-фер школа тврдила да би такви закони представљали неправедно наметање противно имовинским правима, и сметњу привредном развоју.
Још једно важно начело либерализма били су рационална влада и владини органи. У касном 19. веку почело се са стандардизацијом и интернационализацијом ствари попут мерења времена, тежина и других мера, настали су новчани системи и почеле су сталне међународне комерцијалне трансакције. Истицање појединачних субјеката, физичких или привредних, као важних јединица правног система, учинило је либерализам јединим оквиром унутар којег је било могуће спроводити трговину коју је све више карактерисала међузависност. Постепено се одустајало од феудалних појмова о власништву, још увек на снази у појединим државама. Примера ради, далеко у 19. веку, ропство је и даље било упражњавано у Русији, а средњовековна ограничења у трговини важила су у немачким државама све до уједињења под Пруском 1871.
Велики утицај у развоју модерних либералних схватања имао је Џон Стјуарт Мил (1806—1873). Он се противио колективистичким тежњама, у исто време наглашавајући значај квалитета живота за појединца. Мил је такође био наклоњен бирачком праву за жене и (касније) радничким задругама. Његова подршка утилитаризму утврдила је либерализам у начелима сврсисходности и прагматичности, омогућавајући сједињење субјективних идеја о слободи наслеђених од француских мислилаца у традицији Жан-Жак Русоа, са једне, и филозофије Џона Лока и британске школе, више ослоњене на лична права, са друге стране.
У касном 19. и раном 20. веку, све су израженија мишљења која истичу идеју да је појединцима, да би били слободни, потребан приступ свим предусловима за лично испуњење: у овом виђењу, лична слобода захтева да друштво преузме одговорност за обезбеђивање основног нивоа могућности, заштите и образовања.
Са почетком 20. века, сукоб између личног достојанства и имовине постао је још оштрији. Индустријализација је произвела огромна богатства, и висок раст могућег животног стандарда, али исто тако и огромну беду и сиромаштво–и моћно оружје за рат. Док су у касном 19. веку индустријске државе могле земљу и сировине грабити од индустријски мање развијених и политички слабије организованих земаља, почетком 20. века свет је већ био углавном подељен, и да би се шириле, индустријске државе могле су се окренути још једино једне против других. Први светски рат је убрзо почео.
1911. године, Хобхаус објављује Либерализам, у којем сажето излаже либерализам 19. века, али такође укључује и ограничени пристанак, како на државно уплитање у привреду, тако и на колективно право на једнакост у пословању, које је он назвао „правичном сагласношћу“, укључујући и синдикате.

## Либерализам против тоталитаризма
Средином 20. века, појавило се ново филозофско учење (боље речено, скуп учења): тоталитаризам. Тоталитарне идеје окупљене су око начела да су потпуно централизовани надзор и управљање над свим облицима друштвеног живота нужни да би били остварени напредак, стабилност и многи други циљеви. Већина тоталитариста настојала је да на један или други начин обезвреди и уништи либерализам; као одговор на ово, либерали су највећи део 20. века провели стављајући се у опозицију разним врстама тоталитаризма.
Велика депресија тридесетих година потресла је поверење јавности у лесе-фер капитализам и „мотив зараде“, па и у способност нерегулисаних тржишта да доведу до напретка. Пред либерализмом је стајала трећа драматична промена: почело се са залагањем за подробнијим државним апаратом као браном слободе појединаца и наставка капитализма без окретања ка диктатури. Кључни мислиоци ове промене били су Џон Дјуи и Џон Мејнард Кејнс, те Винстон Черчил и Френклин Делано Рузвелт међу политичарима. Но за разлику од претходних промена учења, ова није обухватила све либералне струје. Многи „либерали“ остали су верни тумачењу либерализма из 19. века, у веровању да су Велика депресија и Други светски рат појединачни догађаји, који, након што се окончају, не оправдавају наставак државног уплитања. Пример ове линије размишљања имамо у Фридриху Хајеку, чији је рад Пут ка ропству и даље утицајан.
У Италији и Немачкој, власт преузимају националистичке владе које повезују корпоративни капитализам за државу, наместо за слободе појединаца, и истичу идеју да ће освајања и народна супериорност овим државама дати њихово праведно „место под сунцем“. Тоталитарне државе тврде да је демократија била слаба и неспособна за одлучно деловање, и да једино јак вођа може усадити неопходан вид дисциплине.
Успон тоталитаризма постао је лупа за либерално учење. Већина либерала почела је да преиспитује своја сопствена уверења и начела како би схватили у чему су погрешили, и напокон дошла до закључка да је до тоталитаризма дошло зато што се у потрази за решењима, понижени народ окреће ка диктатурама. Зато, расуђивали су даље, држава има дужност да заштити економску добробит својих грађана. Како је Исаија Берлин говорио, „Слобода за вукове значи смрт за овце“. Они су даље тврдили да разборитост власти захтева да влада делује као снага равнотеже у привреди, управо како је то показивала недавно развијена теорија кејнзијанизма. Постало је неопходно „сачувати капитализам од себе самога“, а слободне државе имале су прихватити терет одбране демократије и слободе чак и силом, ако то буде нужно.
Лујо Брентано, Леонард Т. Хобхаус, Томас Хил Грин, Џон Мејнард Кејнс, Бертил Олин, Џон Дјуи и други, објашњавали су теоријски због чега и како би се влада могла уплитати у привреду, а да се притом систем не преточи у социјалистичку планску привреду. Горе побројани либерали узели су за себе име нови либерали, како би истакли своју подршку разрађеној традицији личне слободе и достојанства, одбацујући притом радикалан капиталистички део класичне либералне школе економске мисли, као и револуционарне тежње социјалистичке школе. Сам назив „нови либерализам“ данас је изашао из употребе, и у Сједињеним Државама ово учење назива се једноставно „либерализмом“.
Изворе ове струје налазимо у Либералној партији у Великој Британији, посебно почев од Народног буџета Лојда Џорџа. Управо је „нови либерализам“ оно „либерално наслеђе“ које је Џон Мејнард Кејнс тридесетих година тврдио да подржава (мада је он такође био под утицајем фабијеваца); и управо је он облик либерализма који представља Оксфордски либерални манифест светске организације либералних странака, Либералне интернационале, из 1947. године. Утицај кејнзијанизма на Рузвелтов „њу дил“ (енгл. New Deal, срп. Нови Договор) учинио је да се у Сједињеним Државама и Канади либерализам поистовећује са социјалном државом.

### Либерализам после Другог светског рата
У највећем делу западног света, изражено либералне странке нашле су се између „конзервативних“ странака са једне, и „радничких“ или социјалдемократских странака са друге стране. Примера ради, Либерална партија у Великој Британији данас је незнатна. Слично се догодило у низу других земаља, након што су социјалдемократске странке преузеле водећу улогу међу Левицом, а конзервативне странке наклоњене привредним субјектима, на Десници.
Па ипак, у постратном је периоду „нови либерализам“ био на свом врхунцу. Повезујући модернизам и прогресивизам са схватањем да ће становништво у поседу својих права и довољно економских и образовних средстава бити најбоља одбрана пред претњама тоталитаризма, либерализам овог времена је заузео становиште да се просвећеном употребом моћи власти може постићи највиши степен личних слобода, а лично самоиспуњење достићи широком применом технологије. Међу либералним писцима овог периода су и економиста Џон Кенет Галбрајт, филозофи Џон Ролс и социолог Ралф Дарендорф. Многи либерали у Европи, као и у Северној Америци, учествовали су у изградњи социјалне државе.
Истовремено, развила се и значајна издвојена струја либерализма–наиме, правац који је на ма какво уплитање владе у привреду гледао као на издају либералних начела. Називајући себе „класичним либералима“ и/или „либертаријанцима“, овај покрет се окупљао око школа учења попут Аустријске школе.
Расправа између слобода појединаца и друштвене оптималности заузима највећи део либералне теорије од Другог светског рата, усредсређујући се посебно око питања до које мере друштвени избор и тржишни механизам заједнички и међусобно делују како би довели до „најправедније“ расподеле добара и погодности. Један од средишњих делова ове расправе тиче се Теореме о немогућности Кенета Ероуа, која тврди да не постоји конзистентна функција друштвеног избора, која задовољава услове неограниченог доношења одлука, независности избора, оптималности по Парету и не-диктатуре: укратко, није могуће имати и неограничену слободу, и највише погодности, без ограничавања могућих избора.
Још једна важна тема унутар либерализма је важност разборитости у доношењу одлука–да ли је либералну државу најбоље засновати на чврстим правима у поступку, или је треба укоренити у суштинској једнакости.

### Позитиван либерализам
Акутно питање либерализма јесте имају ли људи позитивна права као чланови заједница–другим речима, и позитивна очекивања, поред заштите од неправди које би им други нанели. За већину савремених либерала, посебно у Сједињеним државама (али такође и у Европи), одговор је „да“: појединци имају позитивна права заснована на припадности одређеној нацији, политичкој или локалној целини, имају право очекивати да ће им припадати одређене погодности и бити пружене извесне заштите. Други, класичнији либерали би одговорили „не“: појединци немају таква права као припадници заједница, јер су таква права нужно у супротности са темељнијим „негативним“ правима осталих чланова истих тих заједница.
Ако појединци имају позитивна права као чланови заједнице, они стога имају право и да очекују да ће њихова заједница уређивати привреду, јер успони и падови у привредним околностима нису део онога чиме појединац може управљати. Ако имају право учествовати у јавности, онда имају и право на образовање и друштвену заштиту од дискриминације као чланови те јавности. И тако даље. Многи либерали имају веома различита мишљења када су у питању тачан број и природа ових права која би требало признати.

### Либерално клатно
Након седамдесетих, гро либерала отклонио се од владиног деловања, назад ослањању на слободно тржиште и лесе-фер принципе. У суштини, вратиле су се у либерално учење многе од идеја од пре Првог светског рата.
Био је то делом одговор на победничко ликовање тада преовлађујућих облика либерализма, али и укорењен у самим основама либералних схватања, посебно у сумњичавости према држави било као привредном или филозофском чиниоцу. Све убедљивије критике владајућег либералног учења почеле су се чути од Милтона Фридмана у Сједињеним државама, и чланова Аустријске школе у Европи, који су доказивали како су уређивање и владино уплитање у привреду на клизавом терену, да ће ма колико водити до више и затим још више, и да ће их тада бити тешко уклонити. У овој тврдњи имали су немалу подршку од људи попут Џона Мејнарда Кејнса, који је писао Хајеку, говорећи да га је „дубоко потресао“ аргумент да би привремени владини програми могли постати стална тиранија.
Данас, либерализам и његови бројни наследници чине најпознатије филозофске школе на Западу, и у све већем кругу са њима повезаних привреда и друштава. Идеје о слободи појединаца, личном достојанству, приватности, просвећеној и разборитој политици, владавини права, темељној једнакости–радикалним појмовима пре неких 250 година, и не потпуно уграђене у право све до касног двадесетог века, су у већини држава готово универзално прихваћене као политички циљеви, чак и ако постоји широк зазор између изјава и стварности.

## Либерализам данас

### Политичка становишта
Треба бити пажљив: као што је и са ма којим другим политичким учењем, апстрактно објашњење либерализма односи се на идеал. У стварности, политичари чине прагматичне компромисе (види центризам), имају личне интересе, или могу повлађивати бирачима, тако да овакав идеал никада није савршен опис ничије појединачне политике. Даље, такође као и у другим политичким схватањима, либерализам у ма којем од његовим облика другачије одређују његови заступници и противници. Управо су они који се тачно држе јасно зацртаног скупа начела често они који су далеко удаљени од битке за моћ. Смернице либералних странака увек су мање или више засноване на праву појединаца на самоопредељење, и узвратној одговорношћу државе да штити и унапређује појединачне грађане који је чине.
Уопште узев, либерали се залажу за уставну власт, представничку демократију и владавину права. У разним временима, либерали су прихватали како уставну монархију, тако и републиканско уређење. Они су по правилу супротстављени ма којим осим благим облицима национализма, и обично се разликују од конзервативаца својом широм толеранцијом и спремнијим прихватањем мултикултурализма. Поред тога, либерали стоје на страни људских права и грађанских слобода, посебно слободе говора и слободе штампе (истовремено имајући различита ставове по питању имају ли људи природно и неотуђиво право на средства за економско издржавање). Међутим, либерална преданост неограниченој појединачној слободи није нужно безусловна: како је то рекао Оливер Вендел Холмс Јуниор, „Ни најчвршћа заштита слободе говора не би штитила човека који лажно повиче 'Пожар!' у позоришту...“, и либералне странке подржавају спутавање позива на насиље.
Либерали такође по правилу верују у слободно тржиште и слободну трговину, али се разликују у степену ограниченог владиног уплитања у економију који заговарају. Уопште, одговорност владе за здравство, образовање и борбу против сиромаштва уклапа се у смернице већине либералних странака. Па ипак сви они, чак и амерички либерали, склони су да верују у далеко мању улогу државе од оне коју би подржала већина социјалдемократа, а камоли социјалиста или комуниста.
Либерали даље углавном верују у неутралну владу, у смислу да није на држави да одређује како појединци могу или имају трагати за својом срећом. Ово самоопредељење значи и отворен приступ у етичким питањима. Највећи број либералних странака подржавају право на избор прекида трудноће, и заговарају једнака права за жене и хомосексуалце. Једнакост пред законом је критична за либералну политику, а расизам је потпуно неспојив са либерализмом. Све либералне странке су секуларне, али се разликују по питању антиклерикализма. Либералне странке у Латинској Америци често су веома антиклерикалне.
Сви либерали се слажу око идеје да би друштво имало бити само веома ограничено заинтересовано за лично понашање својих грађана у областима приватних сексуалних односа, слободног говора, личне савести или верских уверења, као и политичког удруживања. Зајамчење личних слобода и неспутавања, посебно у случају личног изражавања, изузетно је важно за либерализам. Како је писао Џон Ролз, „држава нема право да одреди једну особиту представу доброг живота“. Лево крило либерализма, а посебно у Сједињеним државама, сматра за темељну поставку да друштво има одговорност да осигура једнаке могућности сваком од својих грађана. Либерали, уопште узев, не верују да би влада у ма којем обиму требало да непосредно управља индустријском производњом путем државних предузећа, по чему стоје насупрот социјалдемократама.
Како је либерализам широк, и углавном прагматичан у својим опредељењима, нема ни чврстог и непроменљивог списка рецепата за смернице које би се могле свугде и свагда узети за „либералне“. Под неким околностима порези ће бити повећани, под неким другим пак смањени. У неким случајевима биће створено квази-јавно тело или предузеће за обављање одређене делатности, док ће у неким бити приватизовано постојеће, или сачињен владин програм. Покаткада либерализам наглашава финансијску помоћ сиромашнијим грађанима (на пример кроз новчану помоћ незапосленима, негативан порез на доходак, основни приход, зајамчена минимална примања или тзв. грађанску дивиденду). Највећи број либералних странака резонује да би влада требало да обезбеди некакав облик здравствене заштите и основног образовања. Већина либерала такође верује да би основно пензијско и социјално осигурање требало намиривати из пореза, док се опсежнија заштита мора купити од приватних осигуравајућих предузећа. Они понекад, како би се појединцима понудио већи избор, могу подржавати и ваучере за коришћење буџетски финансираних погодности, попут образовања или старачке неге.

## Либерализам и сродне идеологије
Како је горе објашњено, постоји неколико одвојених (и понекад супротстављених) струја либерализма. Поред тога, велики број идеологија и филозофија има утицаја на либерале и либералну теорију, или се са њима (у некој од верзија) у многим тачкама слажу. У извесном смислу, социјалдемократија је либерализму најближа са „леве“ стране, а конзервативизам са „десне“. Неолиберализам је врста протржишне економске политике која је вероватно израсла из либералне традиције, коју често прихватају и конзервативни, демохришћански и социјалдемократски политичари, но не нужно скупа са осталим либералним ставовима у другим областима политике. Либертаријанизам, који се развио из класичног либерализма, се некада сматра граном либерализма, а некада самосталном, засебном идеологијом.

### Неолиберализам
Неолиберализам је економско, а не и шире политичко гледиште. Овај појам уведен је по заокрету ка смањеном мешању владе у привреду током седамдесетих година двадесетог века, и односи се на програм смањивања трговинских препрека и унутрашњих тржишних ограничења као пут ка капиталистичком систему више ослоњеном на слободно тржиште. Неолиберали прихватају извесну улогу владе у економији, посебно потребу за централном банком и способном одбраном, али настоје да владино уређивање (посебно порезе) смањи на што је могуће мању меру. Иако се за неолиберализам каткад каже да се преклапа са тачеризмом, као неолиберали су описивани и тако разнолики економисти као што су, на пример, Џозеф Штиглиц и Милтон Фридман. Како је горе већ речено, оваква економска схватања нису нужно праћена и политичким либералним ставовима: неолиберали често не стају иза личних слобода по етичким питањима или моралним принципима (рецимо, по питању сексуалних слобода). Пример неолиберализма у својој крајности био је Пиночеов режим у Чилеу, али многи ће и Роналда Регана, Маргарет Тачер, Тонија Блера и Герхарда Шредера такође сврстати међу неолиберале.

### Либерализам и социјалдемократија
Темељна разлика између либерализма и социјалдемократије, поред чињенице да имају сасвим различито порекло, лежи у њиховим гледиштима по питању улоге државе у економији. Социјалдемократија настоји да постигне известан степен једнакости исхода, и држи егалитаризам за извор својих моралних вредности. Социјалдемократе подржавају широк јавни сектор и подржављење сервисних предузећа попут добављача струје и природног гаса, како би се избегли приватни монополи, постигла друштвена правда, и подигао животни стандард за све. Либерали се, са друге стране, за знатно ограниченију улогу државе, нпр. путем субвенција, и верују да највеће индустријске гране треба да буду подложне државним прописима, но никако не и у њеном власништву. За социјалдемократију се, уопште узев, такође верује да сматра важнијим позитивно схватање права и слобода (право на учешће у политичком животу и уживање слобода датих од стране државе, те права која проистичу из припадности заједници), супротно изричитије (мада никако не сасвим) негативном схватању које се чешће везује за либерализам (право да будете остављени на миру од стране оних који врше политичку власт и уживање изворних, природних слобода које држава има штитити, а не додељивати, уз одсуство права заснованих на припадности заједници, јер она нужно угрожавају основнија права осталих). Осим ових разлика, међутим, либерализам са социјалдемократијом дели многе основне циљеве.
Треба рећи и да су током деведесетих година двадесетог века многе социјалдемократске странке усвојиле и неолибералне економске смернице попут опсежних приватизација и отворених тржишта, углавном на ужасавање својих бирача. Ове су странке тиме де факто постале неолибералне, што су многе и платиле наглим падом бирачке подршке; тако, на пример, левичарски критичари оптужују немачку Социјалдемократску партију и британску Партију рада да спроводе неолибералну политику. У британском случају, дошло се до чудне ситуације у којој Партију рада многи виде као деснију од Либералних демократа.

### Либертаријанизам и „класичан либерализам“
Модерна либертаријанска традиција издаје се за идеолошког наследника „класичног либерализма“. Многи се, међутим, противе овом споју двају схватања која виде као одвојена и заправо супротстављена. Они који истичу разлику између класичног либерализма и либертаријанизма указују да је чак и Адам Смит веровао да слободно тржиште не може задовољити све захтеве друштва. Неки даље образлажу да су либертаријанизам и либерализам у основи неспојиви јер су контрола и равнотежа које обезбеђују либералне институције у супротности са либертаријанском подршком потпуној економској дерегулацији.
Фридрих Хајек и други радије, уместо истицања веза са оснивачима, напросто називају „либертаријанизам“ „либерализмом“, али истичу и да њихови погледи имају мало заједничког са либерализмом како се он данас одређује у Сједињеним државама, где савремени либерали подржавају уређивање привреде и прерасподелу богатства од стране владе. Хајек своје погледе на ову материју јасно објашњава у чланку „Зашто нисам конзервативац“ (у овом чланку Хајек разматра европски конзервативизам, који је још увек био сумњичав према капитализму). Другде у свету, међутим, неке либертаријанске политичке странке држе се употребе назива „либерали“ без ужег објашњења, попут на пример АЦТ Новог Зеланда који себе назива једноставно „либералном странком“. Уопштено говорећи, ово се дешава у земљама у којима не постоји већа „либерална странка“, тако да нема опасности од забуне.
Неки конзервативци пак себе виде као истинске наследнике класичног либерализма; Јона Голдберг из америчке Националне ревије каже да је „већина конзервативаца ближа класичним либералима од многих Разум-либертаријанаца“ зато што конзервативци желе да очувају неке институције које они сматрају потребним за слободу. Разврставање либертаријанизма у односу на либерализам даље ометају покушаји других група да присвајају његове вредности. Добар пример је следећи цитат Роналда Регана:
Само срце и душа конзервативизма је либертаријанизам. Ја мислим да је конзервативизам заиста погрешан назив, баш као што је и либерализам погрешан назив за либерале–да се сада вратимо у доба (америчке) Револуције, данашњи такозвани конзервативци били би Либерали, а данашњи либерали били би Торијевци. У основи конзервативизма је жеља за мање владиног уплитања, за мање централизованог руковођења, или за више слободе појединаца, а управо то је такође и прилично општи опис либертаријанизма.